# Lust en Gratie
Lust en Gratie was een Nederlands driemaandelijks lesbisch-cultureel tijdschrift met aandacht voor visuele kunst, literatuur en polemiek. In 1983 werd het opgericht door onder anderen Carla Brünott en in 2001 verscheen het laatste nummer.

## Geschiedenis
Op 8 mei 1980 werd de Stichting Lust en Gratie opgericht in aansluiting op de publicatie van het Lesbisch Prachtboek in 1979. De stichtingsakte vermeldt als doelstelling 'het opzetten en bevorderen van lesbisch-culturele en vrouwenprojecten in Nederland'. Het fonds kwam er dankzij schenkingen en de opbrengsten van het Lesbisch Prachtboek. In 1983 startte de stichting met het gelijknamig landelijk lesbisch-cultureel tijdschrift. In het eerste nummer stelde de redactie: 'Wij zoeken naar teksten die vrouwen geschreven hebben over hun leven met vriendinnen, hun hartstochten, hun avonturen, hun ideeënwereld, hun specifieke invulling van sociale bindingen en verhoudingen.'
Lust en Gratie vormde een springplank voor vrouwen in de wetenschap en de kunsten. De eerste redactie werd gevormd door Mineke Bosch (de latere hoogleraar moderne en vrouwengeschiedenis), Margret Brügmann, Carla Brünott, Ien Dienske, Birgit Felstau, Marianne Gossije, Maaike Meijer (de latere hoogleraar vrouwenstudies), Christine Quispel, Renée Römkens (de latere directeur van Atria) en Saskia Wieringa. Een bekende poëzieredacteur verbonden aan dit magazine was Fleur Speet. Ook Xandra Schutte, die in 2008 aantrad als hoofdredacteur van de Groene Amsterdammer, was een prominent redactielid.
In 2001 hield het tijdschrift op te bestaan. In het laatste nummer gaf de redactie de volgende reden voor het stopzetten: 'De subsidie is stopgezet, en uitgeverij Vassallucci ziet geen toekomst meer in een papieren voortzetting'. In de 17 jaargangen verschenen themanummers over onder meer Andreas Burnier, Nathalie Serraute, Ingeborg Bachmann, Djuna Barnes, Vita Sackville-West, Marthe Roberts, Charlotte Delbo en de Donau-schrijfsters.

## Archief
De complete jaargangen evenals een deel van het overgebleven archief zijn te raadplegen bij IHLIA. Ook de Koninklijke Bibliotheek en Atria bewaren materiaal gerelateerd aan Lust en Gratie. Sinds 2021 zijn alles 67 uitgaven beschikbaar via de Digitale Bibliotheek voor de Nederlandse Letteren.